# USS Ponce (LPD-15)
El USS Ponce (LPD-15), fue un buque anfibio de la clase Austin, es el único buque de la Armada de los Estados Unidos que ha tomado su nombre de la localidad de Ponce, Puerto Rico, quien a su vez lo tomó del explorador español Juan Ponce de León, primer gobernador de Puerto Rico y descubridor de La Florida.
Su quilla fue puesta en grada el 31 de octubre de 1966 por la compañía Lockheed Shipbuilding and Construction de Seattle. Fue botado el 20 de mayo de 1970 amadrinado por la señora Hyland y asignado el 10 de julio de 1971. Fue dado de baja el 14 de octubre de 2017.

## Historial de servicio

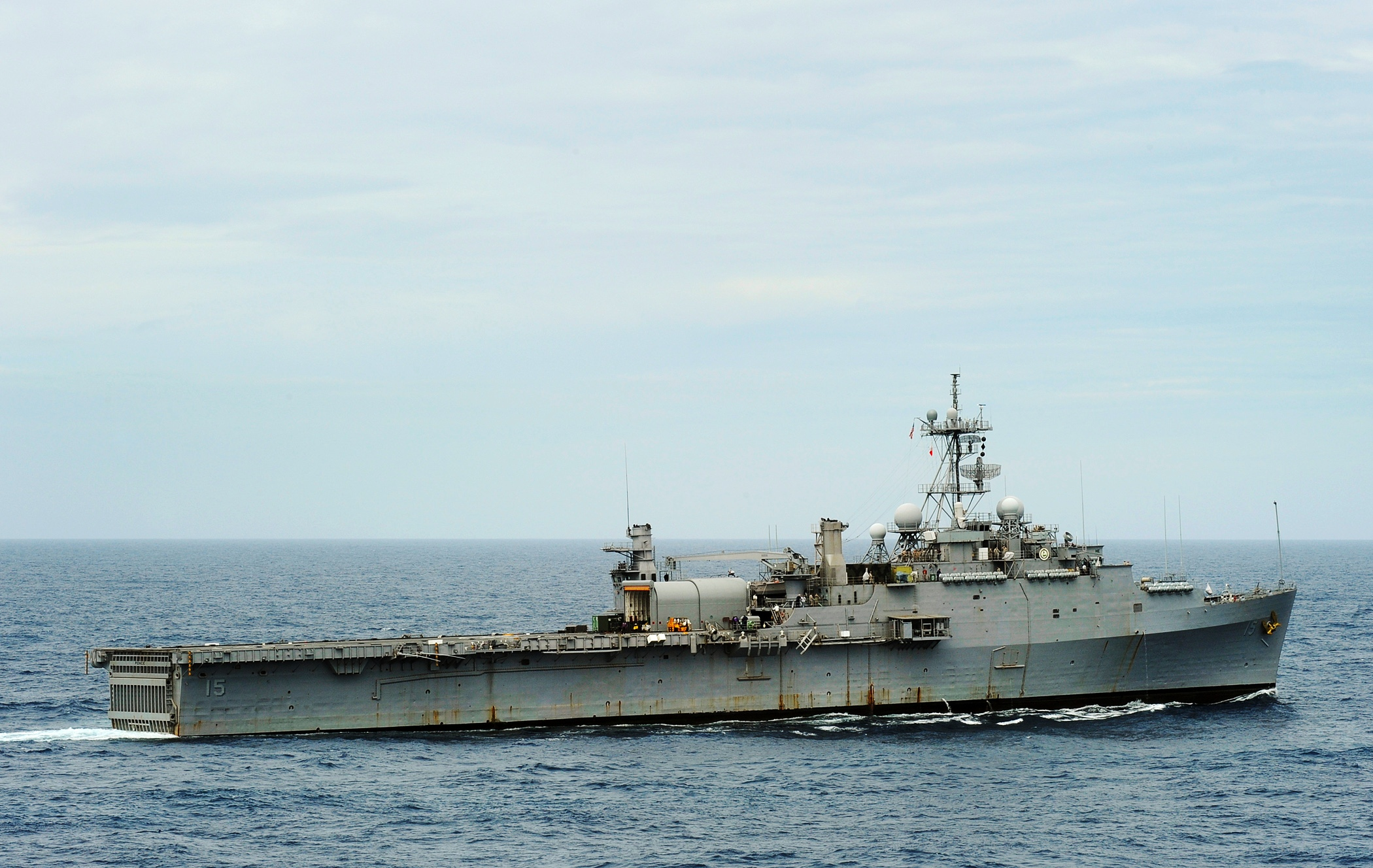
El USS Ponce en el año 2009.

### 1980 y 1990
En febrero de 1982 durante un ejercicio de remolcado, mientras se dirigía a Portsmouth, Reino Unido, el Ponce chocó con el USS Fort Snelling, lo cual causó daños menores al lado de babor del Ponce, principalmente en la escala de acomodamiento y en la cubierta.
El 14 de febrero de 1984, mientras intentaba mover un vehículo de asalto hacia la isla Radio, cerca de Morehead City, Carolina del Norte, el Ponce sufrió un daño considerable cuando su compuerta de popa resultó dañada y en definitiva perdida. Fue reparado más tarde en el astillero naval de Filadelfia.
El 5 de agosto de 1990, como parte de la Operación Sharp Edgeque rescataba ciudadanos atrapados en la guerra civil en Liberia, el Ponce, conjuntamente con el USS Saipan (LHA-2), el USS Sumter (LST-1181) y el USS Peterson (DD-969) transportarón a una Compañía  Marines para reforzar la seguridad de la embajada de los Estados Unidos en Monrovia.
El 24 de marzo de 2022, Ponce comenzó su viaje a Brownsville, Texas, donde será desguazado. Llegó a Brownsville el 12 de abril de 2022.